# Quiz
En quiz er en underholdende konkurrence, om hvem der har den største paratviden på et bestemt område. Den kan udføres hjemme, på pubber eller i tv.
De anvendte regler varierer, men ofte er der en quiz-master, som stiller spørgsmål, og deltagere skal svare efter tur. Der gives point for rigtige svar, og den, der får flest point har vundet. En anden meget brugt form er, at deltagerne markerer, når de kan svare, og den, der markerer først får lov til at svare. I nogle quizzer giver forkerte svar strafpoint, så det kan betale sig at melde pas, hvis deltageren ikke kender svaret.
Siden 2003 har IQA hvert år afholdt VM i quiz.